# Tamagotchi
 (août 2023).
 (juillet 2009).
Si vous disposez d'ouvrages ou d'articles de référence ou si vous connaissez des sites web de qualité traitant du thème abordé ici, merci de compléter l'article en donnant les références utiles à sa vérifiabilité et en les liant à la section « Notes et références ».

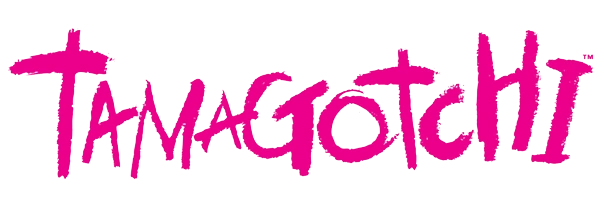
Logo de Tamagotchi.

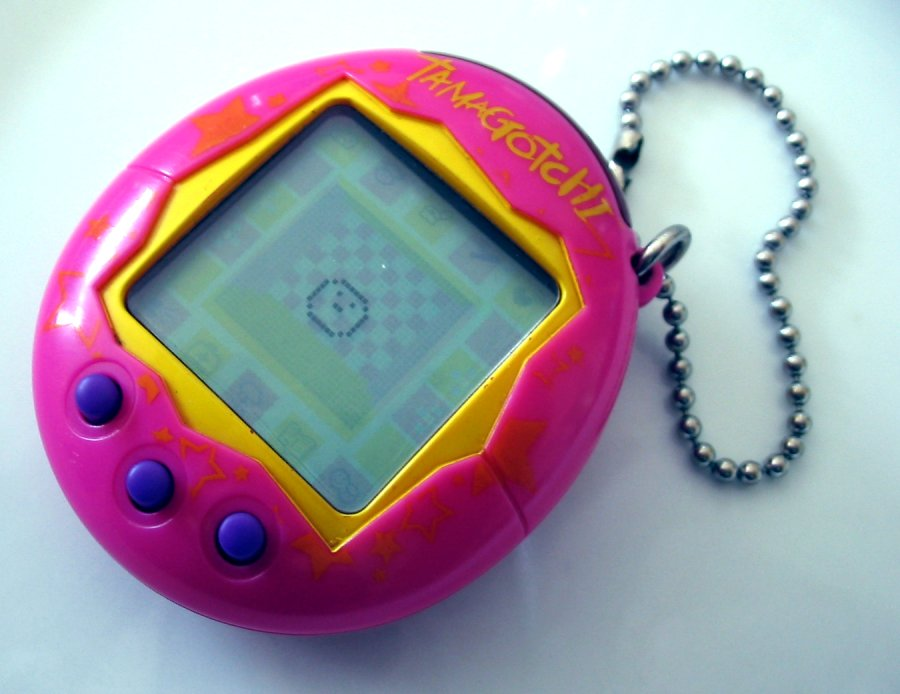
Tamagotchi.

Un Tamagotchi (たまごっち) est un animal de compagnie virtuel japonais, créé en 1996 par la société japonaise Bandai. Son nom est un mot-valise créé à partir des mots « œuf » (卵, tamago) et « montre » (en fait la retranscription en katakana du mot anglais watch)  (ウォッチ, wotchi). Le jeu consiste à simuler l'éducation d'un animal à l'aide d'une console miniature, de la taille d'une montre, dotée d'un programme informatique.

## Historique
Le fabricant de jouets japonais Bandai crée en 1996 un gadget qui, en appuyant sur des boutons situés autour d'un petit écran vidéo, permet de nourrir, laver et soigner l'animal virtuel pour qu'il « vive » le plus longtemps possible. Il est commercialisé pour la première fois le 23 novembre 1996 au Japon, et en mai 1997 dans le reste du monde. Au départ, il vise le marché des jeunes Japonaises.
En France, le Tamagotchi est introduit par l'homme d'affaires Sébastien Breteau après que ce dernier l'a découvert sur les marchés de Hong Kong où il était expatrié.
En 2004 sort la version connexion. Cette nouvelle version permet de connecter les tamagotchi entre eux. Puis dans les versions suivantes, il est possible de faire naître de nouveaux spécimens. Quand les tamagotchi éclosent, ils deviennent mâle ou femelle, et pourront se rencontrer adultes et former des couples. Le moyen de connexion du tamagotchi est une cellule à infrarouge. Le tamagotchi parent se retrouvera avec son bébé, à qui il laissera la place au bout d'un moment. On peut alors enchaîner des générations de tamagotchi. Dans les versions suivantes, il est aussi possible de se connecter sur le web (grâce à l'application TamagotchiON) pour récupérer des objets à offrir à son tamagotchi ou le marier pour obtenir un nouvel œuf.[source insuffisante].
On voit apparaître de nombreux jeux vidéos, tel Nintendogs en 2005, fondé sur le même principe, c'est-à-dire élever et prendre soin de son animal de compagnie virtuel.
En 2011, à l’occasion de son 15e anniversaire, Bandai met en vente une édition spéciale, un modèle grand luxe équipé d’un écran TFT couleur de 1,44 pouce, d’une connexion infrarouge permettant d’échanger des objets et d’interagir avec d’autres joueurs, des jeux inédits et la possibilité de s’occuper de 32 créatures différentes (15 mâles et 17 femelles).
Le 1er janvier 2014, d’autres modèles arrivent sur le marché français : les Tamagotchi Friends, déclinés en six modèles. La chanteuse Lorie devient ambassadrice de la gamme et interprète pour l'occasion la chanson TamaDance.
En 2017, à l’occasion du 20e anniversaire de la marque, Bandai annonce six nouvelles mini-versions du Tamagotchi,.
Pour les 25 ans du jeu, Bandai Namco décide de commercialiser une nouvelle version de Tamagotchi sous forme de montre connectée nommée : Tamagotchi Smart  la sortie est prévue uniquement au Japon le 23 novembre 2021.

## Versions
Le tamagotchi a été inventé dans l'unique but d'amuser les enfants en particulier ceux qui n'ont pas d'animaux domestiques et se sentent seuls. Mais c'est aussi un bon moyen d'inciter les enfants à s'occuper d'un animal, sous peine de le voir mourir. Il existe plusieurs coloris, et les versions 1, 2, 3, 4 et 5 peuvent aussi se connecter entre elles :
- version 1 : en 2004, le tamagotchi peut se connecter à un autre grâce à l'infrarouge. Il n'y a aucune interaction ; à part entre Tamagotchi, où ils peuvent se marier et avoir des tamabébés, mais aucune autre interaction en dehors des échanges entre Tamagotchi connectés n'est possible.
- version 2 : un peu plus tard, une nouvelle version apparaît. Le tamagotchi peut désormais s'acheter différents plats, vêtements, jouets...Et il gagne de l'argent grâce aux jeux qui ont également changé ;
- version 3 : en mars-avril 2006, une autre version fait son apparition. Dès lors, le tamagotchi peut rentrer des codes secrets, acheter de nouveaux cadeaux et jouer à de nouveaux jeux. Il est maintenant possible de se connecter à internet en tapant un code ; il a une antenne.
- version 4 : en février 2007 sort  la version 4 baptisée JinSei. Le tamagotchi peut avoir un métier, aller à l'école et faire des études. Il peut aussi accéder au courrier et recevoir des lettres du roi ou être recruté dans un lieu de travail. Son antenne n'est toujours que décorative ;
- version 4.5 : le 4 juillet 2007 sort la version 4.5, aux États-Unis. Pour la France, il faudra attendre l'automne pour voir cette nouvelle version apparaître. La principale différence est dans l'apparence, qui est bien plus esthétique, avec près d'une vingtaine de modèles ;
- version 5 : février 2008. Elle s'appelle Tamagotchi Familitchi et on y trouve trois tamagotchi qui grandissent en même temps. Le magasin, le bouton pause et l'entrepreneuse se transforment en télévision. On ne reçoit plus de lettres et on ne trouve plus de travail. Il existe aussi des familles différentes comme la Memefamily, Mamefamily etc. ;
- version 5.5 : La date est encore inconnue pour la sortie en Europe. Elle ressemble beaucoup à la version numéro cinq mais les tamagotchis sont traités comme des rois et on trouve une clé au coin gauche du tamagotchi ;
- version 6 : Tamagotchi Music Super Star. Désormais, il est possible de créer son propre groupe de musique avec ses tamagotchis.

En tout, il existe trente sortes de tamagotchis ; six pour chaque version, sans compter ceux de la version 4.5, car le nombre de coloris communiqués ne provient pas de sources fiables.

### Version 3 (Keitai)
Dans la version numéro trois, les tamagotchis peuvent communiquer entre eux, profiter de cadeaux que leur propriétaire va chercher sur le site internet. Une fois le cadeau gagné, un code secret est fourni au propriétaire. Si celui-ci entre ce code dans son jeu, il voit le cadeau être offert à son tamagotchi.
Pour se connecter, il faut écrire le nom d'utilisateur (le pseudonyme utilisé) du tamagotchi et le code d'inscription.

### Version 4 (Jinsei)
Dans la version numéro quatre, les nouveautés du tamagotchi sont :
- de nouveaux jeux (les métiers sont des mini-jeux) ;
- la possibilité d'avoir un travail ;
- de nouveaux personnages ;
- des points à gagner sur le site du jeu ;
- le courrier, permettant, par exemple, de trouver un métier ;
- la possibilité de choisir ce que l'on veut faire quand on se connecte.

La version quatre est la plus vendue depuis 2006.[réf. nécessaire]
On peut faire des enfants sans avoir à se connecter à un autre tamagotchi. Il suffit de l'élever correctement et le soigner pour qu'il grandisse. Il y a possibilité de se marier pour avoir des minitown (bébé tamagotchi).

### Version 5 (Familitchi)
Les nouveautés de Familitchi :
- l'écran dans lequel évoluent les tamagotchi est plus grand, il prend toute la longueur de l'écran total ;
- les noms des tamagotchi sont choisis au hasard. Seul le nom de famille peut être personnalisé ;
- meilleure ergonomie ;
- On peut toujours connecter le tamagotchi au site web, qui s'est adapté à la version numéro cinq, afin d'acheter des produits pour ses tamagotchis ou encore gagner des Gotchi points (monnaie du jeu) en jouant aux différents jeux ;
- on élève trois tamagotchis qui évoluent suivant plusieurs stades ;
- il est possible d'élever plusieurs générations de tamagotchis.

### Version 6 (Music Star)
Les nouveautés :
- fonctionnant sur le thème de la musique, la version six permet d'élever son tamagotchi pour être une vedette de la chanson ;
- les toilettes sont plus lentes ;
- la nourriture ne peut être mangée qu'une seule fois ;
- il y a différentes sortes de nourriture suivant l'âge du tamagotchi.

### Tama-Go
Quelques nouveautés de cette version :
- la maison du tama est visible et peut être modifiée ;
- des extensions peuvent être achetées séparément. Elles apportent des nouveaux jeux, objets ;
- le tamagotchi est beaucoup plus gros, il prend toute la main ;
- la possibilité de se balader dans la ville (arcade, magasin, parc) ;
- la fonction PC servant à accéder au site internet TamaTown ;
- le jour de votre anniversaire, de Noël, Halloween et Pâques, le tamagotchi vous le souhaite avec une petite animation.

### Tamagotchi color
Nouveautés de la version:
- le tamagotchi est en couleur ;
- il est disponible uniquement au Japon et est donc en japonais et en Anglais, choix de la langue Japonaise ou Anglaise au début ;
- une fonction météo a été rajoutée ;
- le tamagotchi peut aller au restaurant et aller se balader au parc.

### Tamagotchi Friends
Sortie en 2013 le  Tamagotchi  Friends en 6 coloris différents avec de nouvelles fonctions  notamment la fonction « Bump » pour connecter les Tamagotchi ensemble

### Tamagotchi Chibi 2017
A l’occasion des 20 ans de la franchise, Tamagotchi Bandaï décide de sortir une édition limitée à 8500 exemplaires reprenant le modèle de 1997 en version plus petite avec des fonctions réduite.

### Tamagotchi ID L 2009
Le Tamagotchi iD est le deuxième Tamagotchi version couleurs sorti en 2009 qui  présente de nombreuses nouvelles fonctionnalités telles que des accessoires interchangeables, nous avons aussi la possibilité de les voir coucher ensemble, ainsi le même caractère, une accessibilité mobile, des éléments téléchargeables sur le site Web Tama-iD.com, une nouvelle scène "ami", un studio photo, un jardin avec une boîte aux lettres, etc. fonctionnalités. Il est sorti le 23 novembre 2009.

### Tamagotchi Smart 2021
Sorti le 19 novembre 2021, le Tamagotchi Smart est le premier Tamagotchi sous forme de montre de la série. Il existe deux versions : CoralPink et MintBlue.
Le Tamagotchi Smart est équipé d'un écran LCD tactile et d'un microphone. Le joueur peut désormais appeler et caresser son animal virtuel.
À l'occasion des 25 ans du jeu, Bandai Namco a lancé une édition limitée, l'appareil est vendu au prix de 7,480 yens soit 57 euros.
Cette version a été commercialisée uniquement au Japon le 23 novembre 2021,.

### Évolution des versions
Les différentes versions du Tamagotchi sorties entre 1996 et 2009 révèlent le but de vouloir s’adapter au marché de la part des fabricants afin d'améliorer le produit.
On remarque que la console de jeu s’approprie des avancées technologiques telles que la possibilité de connexion entre dispositifs, internet, et écrans portables en couleur.
Il est pourtant faux de penser que c’est uniquement l’innovation technique qui dicte l’évolution du Tamagotchi : les utilisateurs ont un rôle crucial dans les modifications apportées au jeu. Le Tamagotchi est initialement conçu comme jeu individuel. Cependant, avec l’engouement collectif et le succès social que connait l’objet grâce à sa notoriété dans les médias, amplifiée par le bouche à oreille, l’étape logique qui suit est de permettre aux individus de jouer entre eux et d’y partager leurs expériences au travers de la machine.  En effet, la connectivité du jeu est apparue uniquement lors de la 3ème version (Keitaï)
Une majorité des changements et ajouts de fonctionnalités dans le jeu sont instaurés afin de répondre au besoin d’innovation de la part des utilisateurs. Pour rester investi dans un jeu, un être humain a besoin de nouveautés : un utilisateur va toujours rechercher des défis changeants et le Tamagotchi répond à ce besoin avec, par exemple, l’intégration de mini-jeux lors de la 4ème version (Jinsei).
Avec la dernière version limitée sortie en 2017 à l’occasion des 20 ans du Tamagotchi, Bandai utilise de nouveau sa stratégie de commercialisation reposant sur des stocks restreints afin de pouvoir présenter son produit comme étant de niche : la rareté mélangée au sentiment de nostalgie chez les anciens utilisateurs est une bonne tentative de relancer le produit.

## Aspect social du Tamagotchi

### Phénomène Tamagotchi
L’arrivée du Tamagotchi sur le marché japonais en 1996 est suivie d’un succès phénoménal ; l’objet est en rupture de stock dès sa sortie. Le même phénomène a lieu dans le reste du monde lors de sa sortie mondiale l’année suivante. En France, la majorité du stock des 900 000 Tamagotchis est épuisé dans les 3 mois suivant son arrivée. Au XXe siècle, le Tamagotchi représente non seulement une innovation technologique, mais aussi une nouveauté  sociale. En effet, pour la première fois, un objet du type animal de compagnie virtuel est proposé au public, son acceptation dans la société, mais aussi son succès auprès de la population mondiale témoignent d’une avancée sociale. Le Tamagotchi est inventé dans le but d’avoir un animal de compagnie avec moins de contraintes et que l’on peut emmener partout avec soi. Avec cette idée, la société Bandaï vise au départ uniquement le marché des jeunes filles japonaises. Néanmoins, l’objet connait un succès phénoménal atteignant de nombreuses personnes en dehors de cette catégorie restreinte. Le succès global du Tamagotchi peut être expliqué, dans un premier temps, par son caractère innovant qui attire une clientèle de tout âge. Au-delà du produit lui-même, le Tamagotchi doit aussi son succès tout d’abord à la grande couverture médiatique dont il a fait l’objet, ainsi que par la stratégie commerciale de la société Bandai. Celle-ci consiste à créer une rareté artificielle en fournissant des stocks insuffisants causant davantage de demande de la part de la population.
Le Tamagotchi est un précurseur du succès instantané, dont la durée a été très courte. En effet, des études montrent que seulement 4 mois après sa sortie en France, les ventes sont considérablement retombées et l’utilisation de l’objet se fait plus rare. Cette retombée du succès très rapide s’explique tout d’abord par ce qui a conduit au succès : le phénomène de mode. Les acheteurs de l’objet ont été plus séduits par l’innovation et la nouveauté que par l’objet en lui-même ce qui a causé une rapide perte d’intérêt pour ce dernier.
Le phénomène Tamagotchi est aussi important car il a engendré, dans le monde entier, des relations et attachements entre les utilisateurs du Tamagotchi et leurs animaux de compagnie virtuels. Ce phénomène représente la première manifestation d’un effet portant désormais son nom : le Tamagotchi Effect (en). Ce genre d’attachement à une machine/personne ou animal virtuel est de plus en plus présent en raison des avancées technologiques notamment en intelligence artificielle.

### Relation entre Tamagotchi et utilisateurs

#### Influence du Tamagotchi et Investissement des utilisateurs
Le Tamagotchi incarne une nouvelle catégorie de jouets, ne pas être propriétaire de celui-ci s’assimile à de l’exclusion ou de l’isolement pour l’enfant, malgré l’aspect individuel du jeu. Sa pratique est sujette à une certaine publicité : l’engouement de vouloir montrer la possession d’un Tamagotchi auprès des enfants par exemple. Il fait l’objet de partage. La nécessité de toujours devoir s’en occuper a créé une prise en charge collective au sein des familles, un sentiment de plaisir partagé et de connivence existe.
L’identité du Tamagotchi s’est construite sur le principe de vie et de la mort d’une espèce, tout cela dans un univers virtuel. Cependant, malgré le fait que la majorité des propriétaires du Tamagotchi le perçoivent comme un jeu-vidéo plutôt qu’un animal de compagnie, une certaine affection vis-à-vis du jeu se créée indépendamment de l’âge. Les adultes ayant une approche plus rationnelle au jouet finissent par éprouver de l’attachement et  une relation de dépendance se met en place qui est cependant non assumée. Un besoin de justification à leur assujettissement existe. Contrairement aux enfants, le Tamagotchi leur a été imposé d’où l’utilisation plus ludique et prescrite du jouet. Cependant, pour les enfants, la mort de l’animal virtuel est plus vu comme une déception qu’un moment émotionnel. Dans cette situation, la mort du Tamagotchi n’entraine pas de culpabilité, le relancement du personnage étant une fonctionnalité innée du jouet. D’autre part les adultes sont affectés par un sentiment de culpabilisation, provenant de l’idée d’avoir failli à son devoir, de ne pas s’être occupé correctement du jouet virtuel. Finalement le genre ne joue aucun rôle dans le sentiment de culpabilité lors du décès du Tamagotchi.
En termes de temps d’implication envers le Tamagotchi, le sexe ne joue pas de rôle majeur face à l’âge. Cela est dû au fait que la tranche d’individus plus jeune a moins de temps disponible pour s’en occuper.

#### Caractérisation des utilisateurs du Tamagotchi
Dans cette section, toutes les caractéristiques des individus sont définies dans les études faites. L’âge est utilisé comme un paramètre et se distingue comme tel : La tranche d’âge des enfants va d’environ 4 ans à 13 ans, les adolescents sont définis dans la tranche jusque vers 18-19 ans et les adultes vont jusque vers 50 ans.  Le sexe est défini à partir du sexe biologique homme/femme.  Les localités sont définies à partir des lieux où les études ont eu lieu.
Selon une étude de la clientèle des Tamagotchis en France réalisée en décembre 1997, l’achat de l’objet est plus important parmi les classes sociales populaires : employés et ouvriers. Environ un tiers des propriétaires font partie de la classe sociale ouvrière.
Les femmes ont plus tendance à passer plus de temps à s’occuper du Tamagotchi et les Tamagotchis ont des durées de vie plus élevées. De plus celles-ci sont plus aptes à acheter des jouets de ce type d’où la plus grande responsabilité auprès du jouet.
Malgré l’intérêt suscité par le Tamagotchi auprès toutes tranches d’âge, les adultes perçoivent l’objet plutôt comme un gadget et moins une nécessité à leur divertissement. Les adolescents de leur part subissent également un fort intérêt mais sont vite lassés.
Au niveau de l’apprentissage relativement rapide pour toutes tranches d’âge de l’utilisation du Tamagotchi, l’approche entre adultes et enfants est radicalement différente. Adolescents et enfants ont une approche empirique du jeu : Essayer et tester afin de se familiariser avec le jouet et de le comprendre. Les adultes ont une approche rationnelle du Tamagotchi : le but est de comprendre le système avant de pouvoir le manipuler. D’autre part, les adultes en possession du jeu lisent la notice et demandent souvent de l’aide auprès d’autrui.

Au sein des enfants, l’utilisation du Tamagotchi est plus conforme lors de la première expérience mais une fois la phase de familiarisation avec le jouet dépassée, des comportements différenciés existent qui sont dépendants de l’âge du sexe de l’enfant. Leur personnalité y joue également un rôle. Pour les filles de la tranche d’âge de 8-9 ans, le jouet est utilisé comme outil pour permettre une transgression de la barrière d’âge. Chez les enfants plus âgés (11 ans environs), le Tamagotchi est plus utilisé comme un terrain de jeu et de contournement des règles générales. Chez les adultes, l’utilisation est plus rationnelle, sérieuse et respectueuses des demandes du fonctionnement du jeu. L’utilisation du jouet n’est pas prise dans un sens ludique mais de subordination comme leur mise en possession n’est pas issue de leur propre gré (Issue d’un cadeau ou d’un gag). De plus, les fonctions que propose le Tamagotchi sont décrites avec plus de précision et de réalisme que les enfants.
« Lorsque les enfants disent seulement qu’il faut s’occuper du Tamagotchi, les adultes parlent de l’éducation, de l’amour qu’il faut lui apporter. » .
Ces comportements différents sont dus au fait que le virtuel est une notion moins bien digérée par les adultes. Avec peu d’aisance dans l’utilisation des jeux électroniques, il existe un éloignement avec ces personnages virtuels. De plus les adultes sont plus focalisés sur l’engouement médiatique autour de l’objet, c’est-à-dire la relation affective que l’on noue avec le Tamagotchi. Une relation entre humain et objet électronique ne parait pas naturelle et peut souvent déranger. Une proportion plus élevée de jeune par rapport aux plus âgés apprécie la notion de jouet électronique et subit un rapprochement plus important des animaux de compagnie virtuels. Le Tamagotchi illustre comment adultes et enfants vivent différemment l’assujettissement à un objet électronique.
Dans les zones occidentales telle que la France, le Royaume-Uni, le tamagotchi a suscité un intérêt auprès toutes tranches d’âge. Cependant, pour les adultes sensibilisés par ce phénomène, l’objet est plus perçu comme un gadget et non un achat pour satisfaire un usage personnel. L’idée du Tamagotchi ne va pas au-delà du jouet, contrairement au contexte japonais dans lequel l’aspect virtuel et imaginaire du Tamagotchi est bien plus important.
Dans des villes très denses où avoir un animal de compagnie réel est très compliqué en raison du manque de temps et d’espace, le Tamagotchi est une bonne alternative à un animal de compagnie et peut être un bon outil afin d’entrainer des enfants à avoir un vrai animal de compagnie et peut aider à répondre à certains besoins émotionnels.

### Une référence dans l'innovation
« Ce que l’on imagine généralement pour un robot, c’est qu’il effectue des tâches, nettoie la maison, vous apporte une bière - pour nous ces choses-là viendront plus tard. La première chose à faire est d’avoir des robots acceptés à la maison. » explique Rodolphe Gelin, Directeur de la recherche chez SoftBank Robotics, « Les jouets nous ont démontré que c’était possible. » 
Plusieurs éléments fondamentaux ressortent lorsqu’on analyse le comportement du Tamagotchi par rapport à celui d’autres robots. La machine n’est pas conçue dans le but d’être très intelligente mais plutôt comme un compagnon de son propriétaire. La peur la plus commune concernant les robots, celle qu’ils puissent un jour prendre le contrôle, est alors atténuée car ceux-ci semblent à notre niveau, voir inférieur. D’autre part, le Tamagotchi crée chez l’humain une responsabilité émotionnelle involontaire qui rend dépendant. Posséder un Tamagotchi signifie devoir s’occuper de lui car il le demande constamment : le phénomène a pris tellement d’ampleur qu’il était très commun, lors de son apogée, de remarquer des enfants y jouant pendant les heures de cours et des adultes interrompant leur travail pour prendre soin de la machine. Les utilisateurs savaient qu’ils devaient le faire car la conséquence était irréparable autrement : le Tamagotchi allait mourir. Un dernier point crucial est que le Tamagotchi n’a pas engendré de controverses majeures grâce à son aspect : il ne ressemble en rien à l’Homme. En effet, la société se sent plus menacée lorsque les robots ont un aspect humanoïde ou simulent des situations humaines : ce phénomène est appelé Vallée dérangeante.
Toutes ces considérations, ainsi que toutes celles évoquées dans la partie Caractérisation des utilisateurs du Tamagotchi, sont aujourd’hui très importantes non seulement pour la conception de jouets qui marchent, mais surtout pour l’avenir de la robotique. Les spécialistes du domaine les prennent en compte et c’est donc dans l’éducation et la recherche que le Tamagotchi continue de vivre. Le jeu est, par exemple, utilisé en tant qu’étude de cas et de modèle lors de cours et projets sur les robots sociaux : les étudiants doivent comprendre pourquoi ce robot a autant marché et introduire les caractéristiques de sa réussite à leur projet de groupe. D’autre part, les chercheurs se penchent sur l’affaire en soulignant que, habituellement, des recherches sont menées et les résultats concluants sont commercialisés, alors que, dans le cas du Tamagotchi, c’est l’idée nouvelle qui a directement été lancée sur le marché et, ayant été accueillie à bras ouverts par ses utilisateurs, le monde de la recherche s’y est alors intéressé.
Le Tamagotchi est, en fait, considéré comme référence dans la conception de nouveaux animaux de compagnie virtuels. Ces derniers sont conçus pour être perçus et acceptés par la société comme des animaux domestiques usuels : le Tamagotchi ayant complètement eu sa place dans la vie de ses utilisateurs, cela semble aujourd’hui très prometteur. D’autre part, les utilisations envisageables de bons robots sociaux sont nombreuses et comportent beaucoup d’avantages dans notre société. Chaque machine pourrait être personnalisée et adaptée de façon individuelle pour son utilisateur selon ses envies et ses besoins. La réalisation de ces envies et besoins ne ferait pas souffrir une machine comme c’est le cas aujourd’hui pour beaucoup d’animaux de compagnie. De plus, un dispositif tel qu’un Tamagotchi ou un modèle plus avancé peut être utilisé comme outil d’entrainement afin de constater si un enfant est prêt à s’occuper d’un vrai animal : le Tamagotchi servirait alors comme lien entre expérience virtuelle et réelle. D’un point de vue plus général, l’avenir des robots sociaux se dessine aussi dans les thérapies pour handicapés, enfants avec troubles et personnes âgées. Une étude STS (Science, technologie et société) a été menée auprès de personnes âgées au Japon confrontées à des robots sociaux et l’on a constaté qu’une interaction avec les machines (découverte, contrôle et expression d’affection) a bien lieu. D’après des théoriciens psychothérapeutes, ces interactions pourraient être une contribution quasi-neutre mais très efficace dans l’environnement assez hostile des thérapies usuelles. Cependant, de nombreux penseurs se demandent si un parallèle entre une action réelle et simulée est effectivement possible et jusqu’où le virtuel va pouvoir reproduire de réel.
Ce qui, en revanche, a bien été remarqué par l’expérience est que, si le robot n’arrive pas à bien interagir avec l’utilisateur, alors, l’euphorie du début d’utilisation se perd plutôt rapidement et le robot est vite mis de côté et oublié. C’est pour cela qu’à chaque nouvelle version du Tamagotchi, ont été ajoutées de nouvelles fonctionnalités. L’idéal serait d’avoir des robots qui puissent interpréter les émotions humaines et seraient capables d’en exprimer eux-mêmes. Le Tamagotchi n’est donc qu’un premier modèle qui ne cesse d’inspirer de nouveaux projets qui, à leur tour, continuent à évoluer au fur et à mesure des avancées technologiques.

## Adaptations

### Films d'animation
- 2007 : Tamagotchi: The Movie (Eiga de Tōjō! Tamagotchi Dokidoki! Uchū no Maigotchi!?)
- 2008 : Tamagotchi: Happiest Story in the Universe! (Ēga! Tamagotchi Uchū Ichi Happy na Monogatari!?)
- 2017 : Tamagotchi: Big Secret Delivery Operation, court-métrage associé à Kamisama Minarai: Himitsu no Cocotama

### Animes
- 1997 : Anime TV de Hakken!! Tamagotchi
- 2007 : Let's Go! Tamagotchi (Saa Ikō! Tamagotchi)
- 2009 : Tamagotchi!
- 2013 : Tamagotchi! Yume Kira Dream

### Jeux vidéo
- 1997 : Tamagotchi (Game Boy, téléphone mobile)
- 1997 : Game de Hakken!! Tamagotchi 2 (Game Boy)
- 1997 : 64 de Hakken! Tamagotchi Minna de Tamagotchi World (Nintendo 64)
- 1997 : Tamagotchi CD-ROM (Windows)
- 1998 : Game de Hakken!! Tamagotchi Osucchi to Mesucchi (Game Boy)
- 1998 : Sega Saturn de Hekken!!: Tamagocchi Park (Saturn)
- 1998 : Hoshi de Hakken!! Tamagotchi (PlayStation)
- 1999 : Tamagotchi Town (Super Nintendo)
- 2005 : Tamagotchi Connexion: Corner Shop (Nintendo DS)
- 2006 : Data Carddass Tamagotchi Cup (arcade)
- 2006 : Tamagotchi Connexion: Corner Shop 2 (Nintendo DS)
- 2006 : Tamagotchi Party On! (Wii)
- 2007 : Tamagotchi no Appare! Niji-Venture (Nintendo DS)
- 2007 : Tamagotchi Connexion: Corner Shop 3 (Nintendo DS)
- 2007 : Tamagotchi no Furifuri Kagekidan (Wii)
- 2008 : Tamagotchi Kira Kira Omisecchi (Nintendo DS)
- 2009 : Tamagotchi: 'Round the World (iOS)
- 2009 : Tamagotchi no Narikiri Channel (Nintendo DS)
- 2010 : Tamagotchi no Pichi Pichi Omisecchi (Nintendo DS)
- 2011 : Tamagotchi Collection (Nintendo DS)
- 2012 : Cho~ricchi! Tamagotchi no Puchi Puchi Omisecchi de Violin Lesson (Nintendo 3DS)
- 2012 : Ōchi Mainichi Tamagotchi (Nintendo 3DS)
- 2013 : Tamagotchi L.i.f.e. (iOS)
- 2013 : Tamagotchi no Doki Doki Dream Omisecchi (Nintendo 3DS)
- 2013 : Tamagotchi! Seishun no Dream School (Nintendo 3DS)
- 2014 : Tamagotchi L.i.f.e. Angel (iOS)
- 2014 : Tamagotchi L.i.f.e. Tap and Hatch (iOS)
- 2014 : Guruguru Tamagotchi! (Nintendo 3DS)
- 2015 : Tamagotchi Classic: The Original Tamagotchi Game (iOS)
- 2017 : Tamagotchi no Puchi Puchi Omisechi: Ninki no Omise Atsume Maseta (Nintendo 3DS)
- 2017 : My Tamagotchi Forever (iOS, Android)